# Pont-canal de Gardouch
Le Pont-canal de Gardouch est un des nombreux ponts-canaux du Canal du Midi, il est situé en Haute-Garonne.

## Localisation
Le pont-canal enjambe un petit ruisseau, le Gardijol, à Gardouch (Haute-Garonne). Le pont est situé à 390 m de l'écluse de Gardouch.

## Historique
Le pont-canal de Gardouch date des XVIIIe et XIXe siècles.

## Protection
L'écluse, le pont-canal et la maison éclusière sur le canal sont inscrits au titre des monuments historiques en 1998.